# Hieraaetus moorei
El águila de Haast (Hieraaetus moorei) es una especie extinta de ave accipitriforme de la familia Accipitridae y antes clasificada como el único miembro del género Harpagornis, oriunda de la Isla Sur de Nueva Zelanda. Fue el águila de mayor tamaño que se conoce. Su presa principal eran moas, aves gigantes no voladoras e incapaces de defenderse de la fuerza de choque y la velocidad de estas águilas, las cuales podían alcanzar una velocidad de 80 km/h. El gran tamaño del águila puede haber sido una respuesta evolutiva al tamaño de sus presas, ya que habría sido sustancialmente menor cuando arribó a la isla, para luego crecer sustancialmente a lo largo del tiempo debido a la carencia de competencia (véase gigantismo insular). El águila de Haast se extinguió hacia el año 1400 d. C., cuando su principal fuente alimenticia, los moas, fueron cazados hasta la extinción por los maoríes y la mayor parte de su hábitat de bosques densos fue devastado.

## Clasificación y etimología

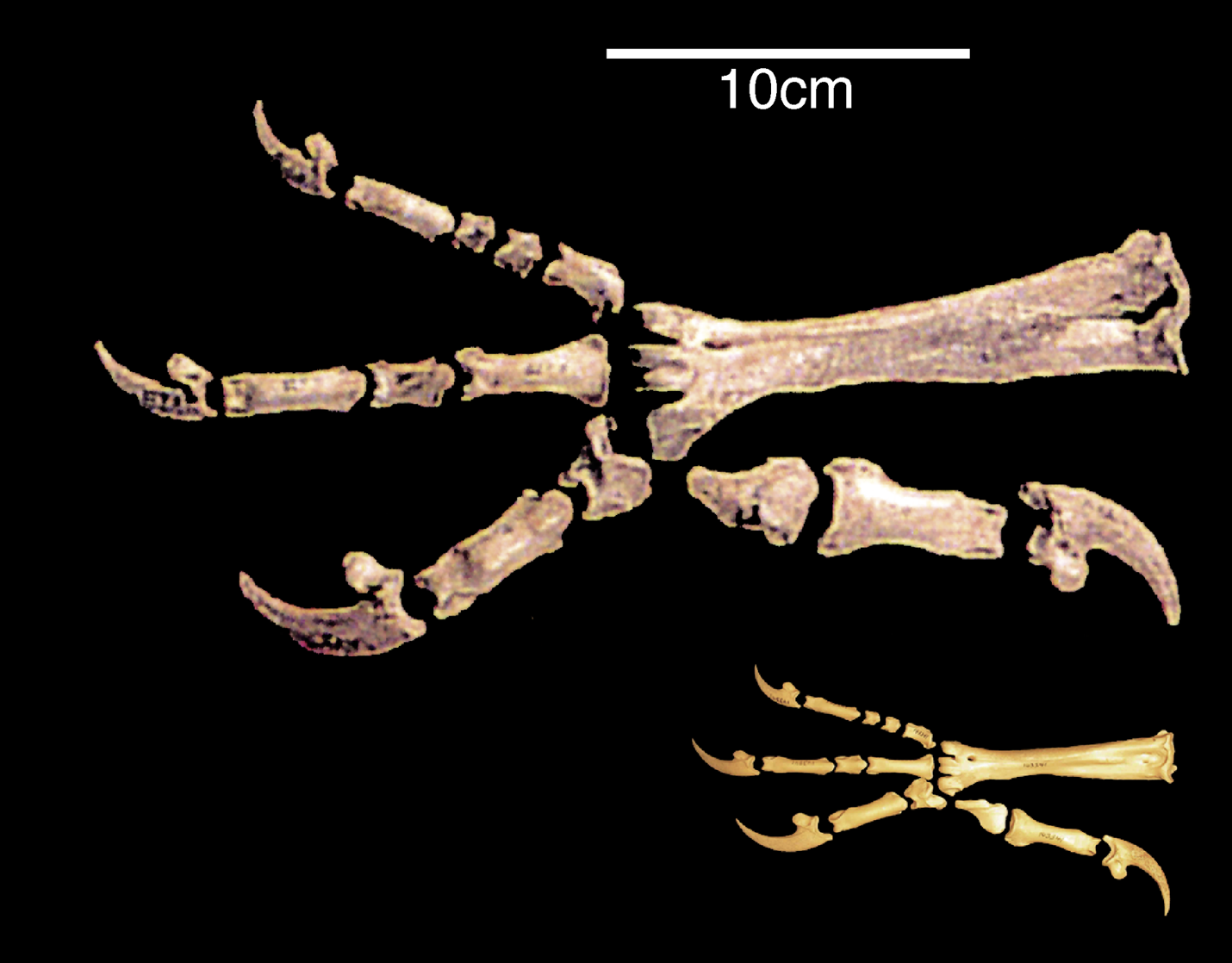
Comparación de las garras de H. moorei con las de Hieraaetus morphnoides.

El águila de Haast fue descrita originalmente por Julius von Haast en la década de 1870,  a partir de restos descubiertos por el taxidermista del Museo Canterbury, Frederick Richardson Fuller, en un antiguo pantano. Haast nombró al águila Harpagornis moorei en honor de George Henry Moore, el propietario de Glenmark Estate en donde se encontraron los huesos del ave. El nombre del género se deriva del griego "harpax", que significa 'arpeo', y "ornis", que significa 'ave'.
Los análisis de ADN en 2005 han mostrado que esta rapaz estaba cercanamente relacionada con la mucho menor aguililla australiana, así como la aguililla calzada (ambas especies pertenecientes al género Hieraaetus) y no, como se pensó en principio, a la relativamente grande águila audaz. Por lo tanto, Harpagornis moorei fue renombrada como Hieraaetus moorei.
H. moorei puede haber divergido de estas aguilillas en un período relativamente reciente, comprendido entre 700 000 a 1.8 millones de años. De ser correcta esta estimación, su incremento de tamaño de diez a quince veces en este período es el mayor y más rápido incremento evolutivo de masa de cualquier vertebrado conocido. Esto fue posible en parte gracias a la presencia de grandes presas y a la ausencia de competencia de otros grandes depredadores. Un estudio posterior de ADN mitocondrial determinó que se relacionaba más cercanamente con la aguililla australiana que con la aguililla calzada, con una divergencia evolutiva de la aguililla australiana estimada en cerca de 2.2 millones de años.

## Descripción

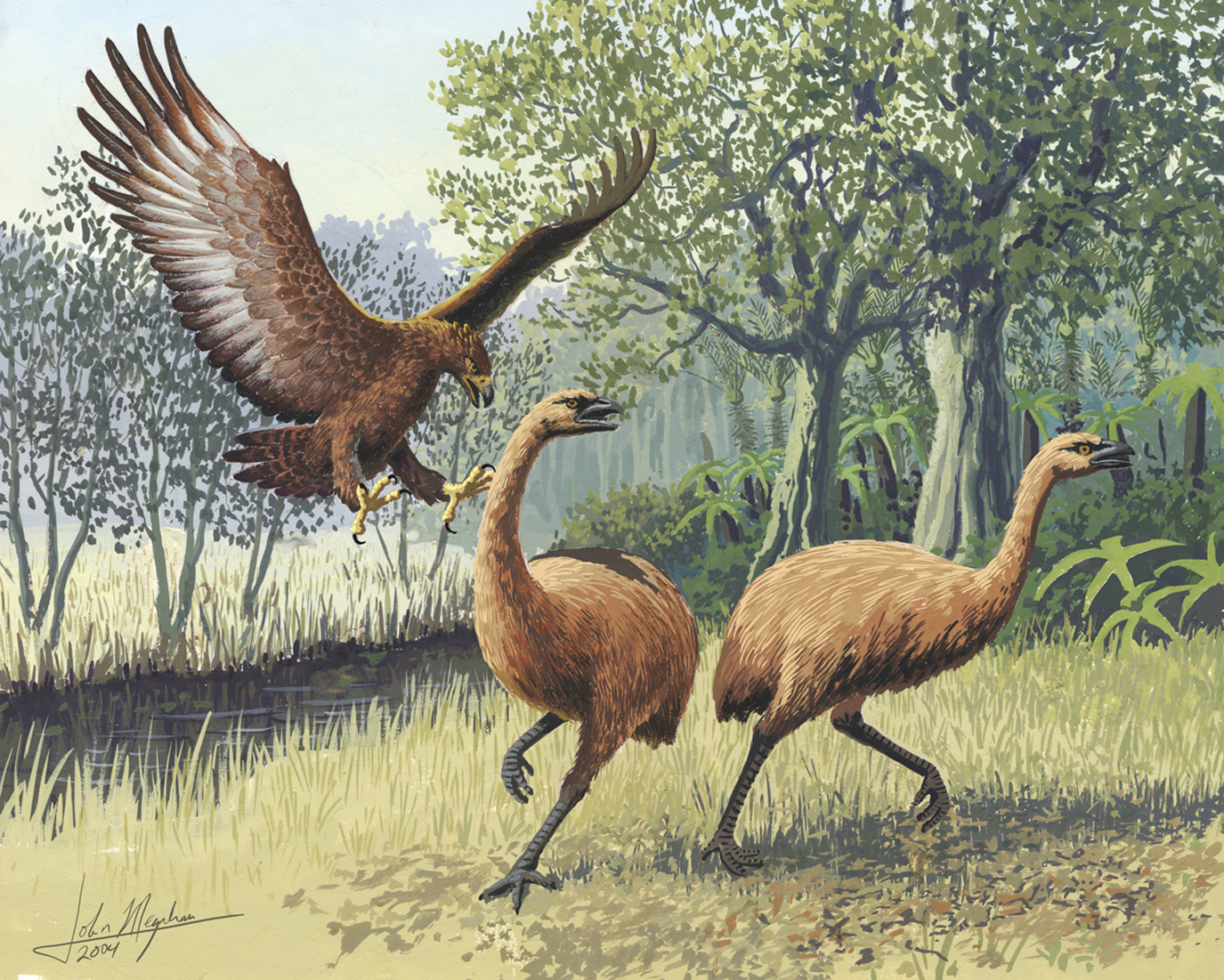
Recreación artística del águila atacando a unos moas.

Las águilas de Haast fueron las mayores rapaces conocidas, levemente mayores incluso que los más grandes buitres y con un tamaño parecido al de la especie extinta Amplibuteo woodwardi. Las águilas hembras son significativamente mayores que los machos. Muchas estimaciones sitúan a las águilas de Haast hembras en el rango de 10 a 15 kg y a los machos en alrededor de 9 a 12 kg. Una comparación con las águilas actuales de la región de Australasia reveló una masa estimada para los machos de águila de Haast de 11.5 kg y de 14 kg para las hembras. Una fuente estimó que las mayores hembras pudieron haber llegado a pesar más de 16.5 kg de masa. Tenían una envergadura relativamente corta para su tamaño, midiendo aproximadamente 2.6 hasta más de 3 m en algunos casos. Esta envergadura es similar a la de algunas águilas actuales (la envergadura reportada para los mayores especímenes del águila audaz, el águila real, el águila marcial y el pigargo gigante), y aunque los buitres del Viejo Mundo no alcanzaran su masa, sí habrían igualado o superado la envergadura promedio del águila. Sin embargo, incluso las mayores águilas vivas son cerca de un 40 ̥cuarenta por ciento menores en tamaño corporal comparadas con el águila de Haast.
Las alas cortas le pueden haber ayudado a las águilas de Haast a cazar en medio de los densos matorrales y bosques de Nueva Zelanda. El águila de Haast ha sido a veces retratada de manera incorrecta como si hubiese evolucionado hacia una condición no voladora, pero esto no es así; más bien representa un divergencia del tipo de vuelo por planeo de sus ancestros, desarrollando una mayor carga alar y alas más anchas. Dos de las mayores águilas actuales, el águila harpía y el águila monera filipina también han reducido la longitud de sus alas para adaptarse a vivir en los bosques.
Una mandíbula inferior del águila de Haast medía 11,4 centímetros de largo y el tarso en varios fósiles ha sido medido entre 22,7 a 24,9 centímetros. En comparación, las águilas con mayores picos en la actualidad (el águila de las Filipinas y el pigargo gigante) alcanzan un poco más de 7 centímetros y su mayor medida del tarso (del águila filipina y del águila harpía de Nueva Guinea) se sitúan en un máximo de 14 centímetros. Las garras del águila de Haast eran similares en longitud a las del águila harpía, con una longitud frontal-izquierda de 4,9 a 6,15 centímetros y una garra del hallux de posiblemente más de 11 centímetros. Las fuertes patas y los enormes músculos de vuelo de estas águilas le pudieron haber permitido despegar con un salto inicial desde el suelo, a pesar de su gran peso. La cola era seguramente muy larga, de más de 50 centímetros en los especímenes hembra, y muy ancha. Esta característica pudo haber compensado la reducción en el área de las alas al proporcionar sustentación adicional. Se estima la longitud corporal total en más de 1,4 metros en la hembras, con una altura en posición erguida de aproximadamente 90 centímetros o quizás levemente mayor.
Las águilas de Haast depredaban a las grandes especies de aves no voladoras, incluyendo a las moas, las cuales llegaban a sobrepesar por más de quince veces el peso de la rapaz. Se estima que atacaba a velocidades de más de 80 kilómetros por hora, con frecuencia aferrándose a la pelvis de la presa con las garras de un pie y matándola con un golpe a la cabeza o el cuello con el otro pie. Su tamaño y peso indican que ejercía una fuerza corporal de golpe equivalente al de un bloque de cemento que cae desde lo alto de un edificio de ocho pisos. Su gran pico también pudo haber sido usado para rasgar los órganos internos de su presa, causándole la muerte por pérdida de sangre. Dada la ausencia de otros grandes depredadores o carroñeros, un águila de Haast fácilmente pudo haber monopolizado el producto de la matanza de una presa grande por varios días.

## En el folclore maorí
Se ha creído que estas aves han sido descritas en muchas leyendas de la mitología maorí, bajo los nombres de Pouakai, Hokioi o Hakawai. No obstante, se ha planteado que las leyendas sobre el "Hakawai" y el "Hokioi" se refieren en realidad a la chochita del género Coenocorypha —en particular a la extinta subespecie de la Isla Sur—. De acuerdo a un reporte dado por sir George Grey, uno de los primeros gobernadores de Nueva Zelanda, los Hokioi eran depredadores de colores blanco y negro con una cresta roja y puntas de las alas de color verdeamarillo. Por su parte, en algunas leyendas maoríes referidas al Pouakai éste mata humanos, comportamiento que los científicos creen que pudo haber sido posible si dicho ser se relaciona efectivamente con el águila extinta, dados su gran tamaño y fuerza.

## Extinción

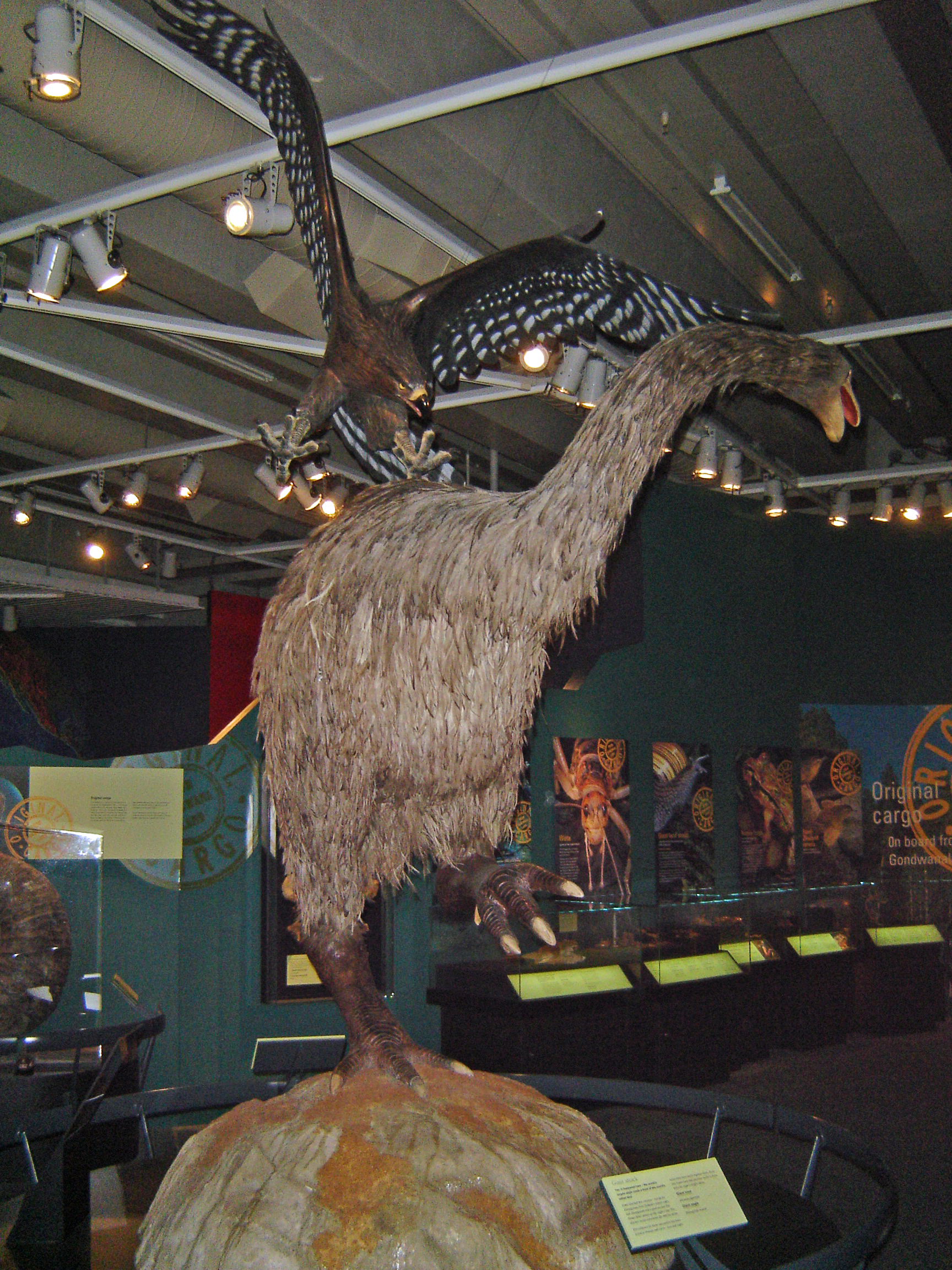
Un modelo en exhibición en el Museo Te Papa de un águila de Haast atacando a un moa con sus grandes garras.

Los primeros pobladores humanos en Nueva Zelanda, los maoríes que arribaron alrededor del año 1280, cazaron intensivamente a las grandes aves no voladoras locales, incluyendo a todas las especies de moas, conduciéndolas finalmente a su extinción. La pérdida de sus presas naturales causó que igualmente el águila de Haast se extinguiera por el año 1400, cuando sus fuentes de alimento terminaron de agotarse.
Un conocido explorador, Charles Edward Douglas, afirmó en sus diarios que él tuvo un encuentro con dos rapaces de enorme tamaño en el valle del Río Landsborough (probablemente durante la década de 1870), y que él les disparó y se alimentó con estas. Estas aves pudieron haber sido un último reducto de la especie, pero algunos sostienen que no podía haber presas apropiadas como para sostener una población de águilas de Haast por cerca de quinientos años anteriores a la fecha de este registro, y la tradición de los maoríes del siglo XIX tenía muy en claro que el pouakai no era un ave vista en la memoria reciente. Aun así, las observaciones de Douglas sobre la vida salvaje son generalmente dignas de confianza; una explicación más probable, tomando en cuenta que la supuesta envergadura de tres metros dada por Douglas es seguramente solo una estimación burda, es que las aves en cuestión fueran aguiluchos de Eyles. Este fue el mayor de los aguiluchos (del tamaño de un águila pequeña) y un depredador menos especializado, y aunque se asume que se extinguió en tiempos prehistóricos, sus hábitos dietarios lo hacen un candidato más probable como superviviente hasta la era moderna.
Hasta la reciente colonización humana que introdujo a los roedores y a los gatos, los únicos mamíferos presentes en las islas de Nueva Zelanda eran tres especies de murciélagos (uno extinto), así como un pequeño mamífero terrestre, del tamaño de un ratón (también extinto pero éste hace millones de años). Libres de la competencia de los mamíferos, las aves ocuparon o dominaron todos los principales nichos ecológicos en la ecología de Nueva Zelanda gracias a que no había amenazas a sus puestas de huevos y crías por acción de depredadores mamíferos pequeños. Los moas eran pastadores y ramoneadores, funcionalmente similares a los ciervos o bóvidos de otras partes del mundo, mientras que las águilas de Haast llenaron el mismo nicho de los superdepredadores mamíferos tales como los tigres o leones.

## En el arte

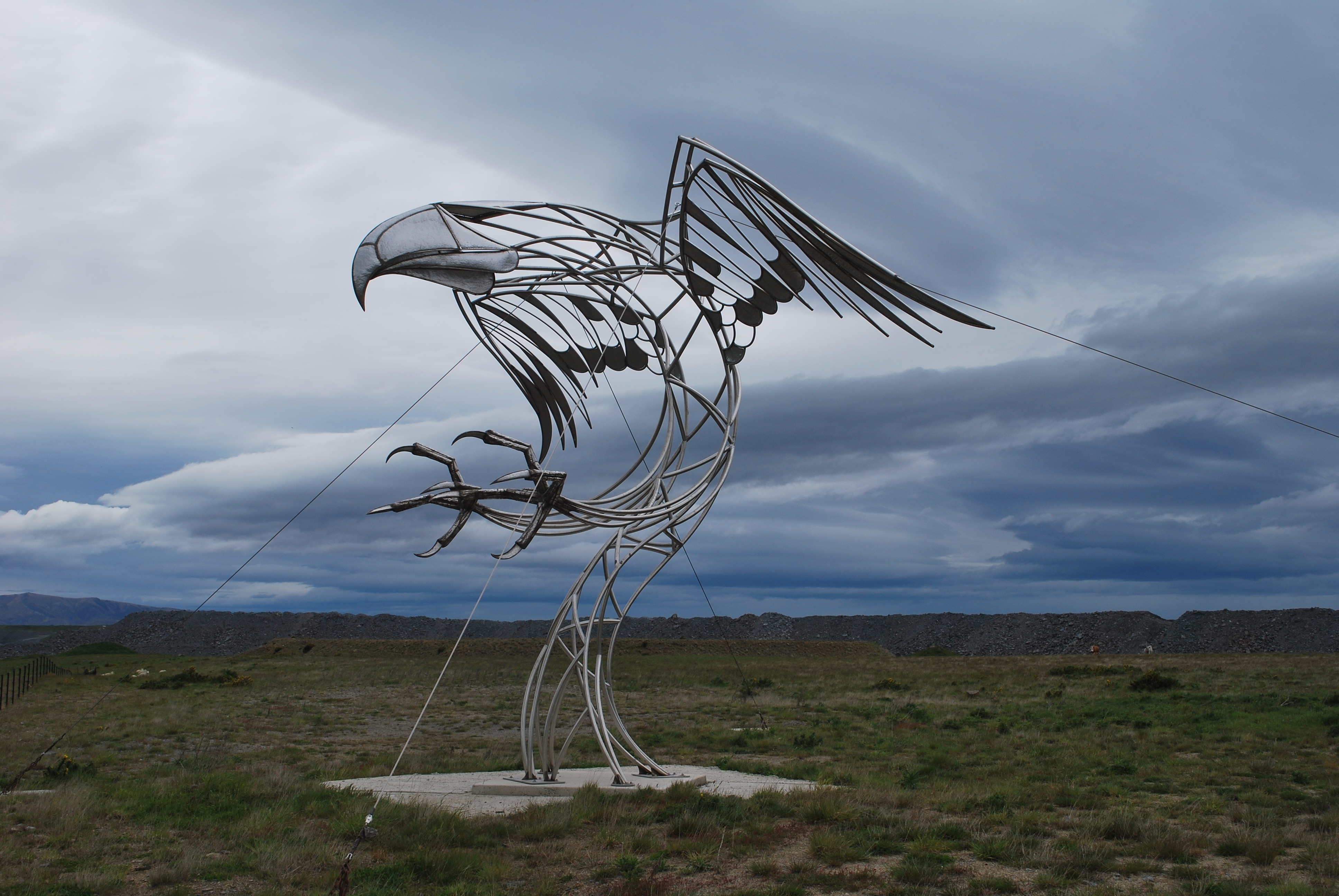
Estatua en Macraes, Nueva Zelanda.

Se puede observar un trabajo artístico representando al águila de Haast en OceanaGold's Heritage & Art Park en Macraes, Otago, Nueva Zelanda. La escultura, con un peso aproximado de 750 kilogramos y midiendo de 7.5 metros de alto, con una envergadura de 11.5 metros está construido con tubos y láminas de acero inoxidable y fue diseñado y construido por Mark Hill, un escultor de Arrowtown, Nueva Zelanda.

## En la cultura popular
El águila de Haast fue representada en el documental de la BBC Monsters We Met en su tercer episodio, titulado "The End of Eden" (el fin del Edén). Fue mostrado por medio de la filmación alterada de un águila harpía, una de las pocas aves vivas que se le aproxima en tamaño y forma. Se le muestra bien cazando moas, como también cazando a los primeros pobladores humanos de Nueva Zelanda, ya que estos se parecen vagamente a sus presas normales.